# Yantai Shimao No. 1 The Harbour
Le Yantai Shimao No. 1 The Harbour est un gratte-ciel de 323 mètres construit en 2017 à Yantai en Chine.  C'est la plus haute tour d'un complexe appelé Yantai Shimao qui comprend les trois autres immeubles suivants :
- Yantai Shimao No. 2 (190 mètres) ;
- Yantai Shimao No. 3 (184 mètres) ;
- Yantai Shimao No. 4 (175 mètres).